# Dendrocerus constrictus
Dendrocerus constrictus är en stekelart som först beskrevs av Charles Thomas Brues 1909.  Dendrocerus constrictus ingår i släktet Dendrocerus och familjen trefåresteklar. Inga underarter finns listade i Catalogue of Life.